# Canton de Marseille-Vauban
Le canton de Marseille-Vauban est une ancienne division administrative française située dans le département des Bouches-du-Rhône, dans l'arrondissement de Marseille. Il avait été créé en 2004.

## Composition
Le canton de Marseille-Vauban se composait d'une fraction du 6e arrondissement de Marseille, comptant 31 148 habitants (population municipale) au 1er janvier 2012.
| Nom                                     | Code Insee | Intercommunalité                   | Population (dernière pop. légale)                |
| --------------------------------------- | ---------- | ---------------------------------- | ------------------------------------------------ |
| Marseille 6e Arrondissement (chef-lieu) | 13055      | Métropole d'Aix-Marseille-Provence | Fraction : 20 364(2012) Commune : 862 211 (2016) |

Il se composait également d'une fraction du 8e arrondissement de Marseille. Il compte 31 148 habitants (population municipale) au 1er janvier 2012.
| Nom                   | Code Insee | Intercommunalité                   | Population (dernière pop. légale)                |
| --------------------- | ---------- | ---------------------------------- | ------------------------------------------------ |
| Marseille (chef-lieu) | 13055      | Métropole d'Aix-Marseille-Provence | Fraction : 10 784(2012) Commune : 862 211 (2016) |

Le canton de Marseille-Vauban comprenait une moitié du 6e arrondissement et une petite partie du 8e. Il était composé des quartiers suivants :
- Vauban
- Lodi
- Castellane

et pour partie :
- Saint-Victor
- Périer
- Le Rouet

De la place de la Corderie jusqu'aux portes du parc du 26e Centenaire, de Notre-Dame-de-la-Garde à la place Delibes, ce territoire est traversé par plusieurs axes principaux de Marseille dont le bd Notre-Dame, les rues Breteuil et Paradis, le bd Périer, la rue du Rouet, l'avenue Cantini et le tunnel Prado-Carénage.

## Représentation
| Période | Période | Identité      | Étiquette | Qualité |
| ------- | ------- | ------------- | --------- | --- |
| 2004    | 2015    | André Malrait | UMP       | Architecte DPLG Adjoint au maire de Marseille (Monuments et Patrimoine historiques Affaires militaires et Anciens Combattants) |

## photo du canton
|  |  |

## Démographie
| 1982 | 1990 | 1999 | 2006   | 2011   | 2012   |
| ---- | ---- | ---- | ------ | ------ | ------ |
| -    | 0    | 0    | 31 004 | 31 015 | 31 148 |